# ماريلين ديسبيول
مارلين ديسبيول (بالفرنسية: Maryline Desbiolles)‏ كاتبة. ولدت عام 1959 بأوجين. حصلت على جائزة فيمينا الأدبية عام 1999.

## روابط خارجية
- ماريلين ديسبيول على موقع ميوزك برينز (الإنجليزية)